# 馬貢芳
馬貢芳（1874年—1939年），名錦春，字貢芳，江蘇鎮江丹徒人。中國民族民主革命將領。
馬貢芳于清同治十三年（1874年）生於江蘇丹徒。少時入鎮江第一樓街鮑氏書塾就讀，與同學趙伯先、柳翼謀成摯友。十八歲考入南京武備學堂。畢業後東渡日本學習軍事，經黃興介紹加入同盟會。宣统元年（1909年）回國到廣州參加新軍，宣傳革命，組織發動起義。曾策劃組織二次廣州起義，擔任廣東北伐軍副總司令，是“討袁七將軍”之一。